# ژان اسنلا
ژان اسنلا (انگلیسی: Jean Snella؛ ۹ دسامبر ۱۹۱۴ – ۲۰ نوامبر ۱۹۷۹) بازیکن فوتبال اهل فرانسه بود.
از باشگاه‌هایی که در آن بازی کرده‌است می‌توان به باشگاه فوتبال سن-اتین، اشاره کرد.